# NGC 3866
NGC 3866 (NGC 3858) je spiralna galaktika u zviježđu Peharu. Naknadno je utvrđeno da je NGC 3858 ista galaktika.

## Vanjske poveznice
- (eng.) SEDS: NGC 3866
- (eng.) Revidirani Novi opći katalog
- (eng.) Izvangalaktička baza podataka NASA-e i IPAC-a
- (eng.) Astronomska baza podataka SIMBAD
- (eng.) VizieR